# كسر العظم شبه المنحرف
كسر العظم شبه المنحرف(Trapezoid fracture) هو كسر في العظم شبه المنحرف في الرسغ. تشمل الأعراض عمومًا ألمًا في جزء المعصم الذي يواجهالسبابة .  و غالبًا ما ترتبط بكسور أو خلوع أخرى في المعصم.  أما المضاعفات فقد تشمل التهاب المفاصل. 
قد ترجع أسباب الإصابة بكسر العظم شبه المنحرف على: الصدمة أو الضربة المباشرة أو الانحناء القسري المفرط للمعصم.   يتم التشخيص بشكل نموذجي عن طريق الأشعة السينية أو الأشعة المقطعية . 
يتم علاج الكسور التي تتم محاذاة بشكل جيد عن طريق استخدام جبيرة صب العظام لمدة 4 إلى 6 أسابيع.  كما تعد الجراحة خيارات جيدا،  وتعطي نتائج جيدة بشكل عام.  تمثل الكسور شبه المنحرفة أقل من 1% من كسور عظام الرسغ.  وهو أندر عظمة رسغ مكسورة إلى جانب العظم الحمصي. 